# Schloss Thalstein

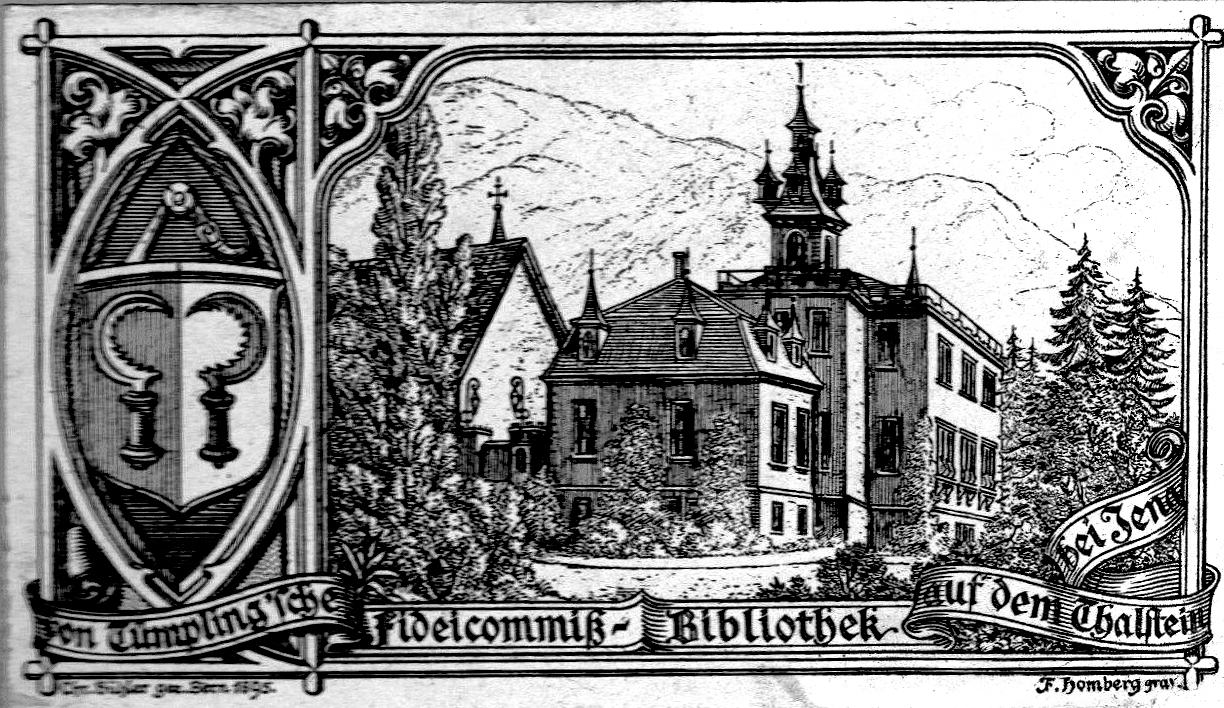
Tümpling Exlibris, Thalstein 1895

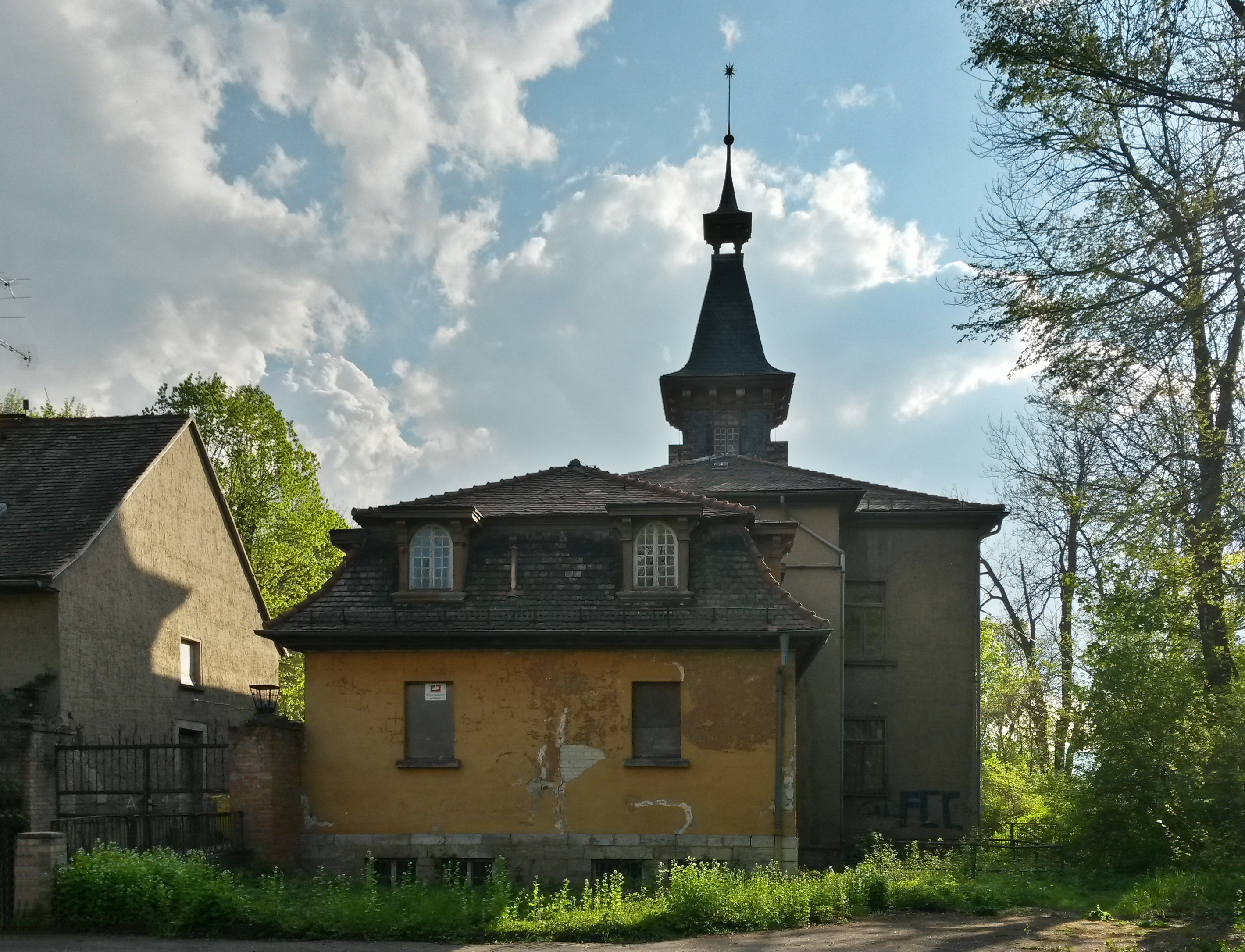
Schloss Thalstein im April 2014

Das Schloss Thalstein ist ein Schloss am Jenzig bei Jena.

## Geschichte
Das Geschossbuch der Stadt Jena von 1406 nennt auf Seite 163 einen Albrecht Tümpling mit Gütern am Jenzig undir und bie dem Talensteyne. Auf entsprechenden Plänen sind bis 1846 keine Gebäude an der Stelle von Gut Thalstein zu erkennen. Nachweislich erster Besitzer ist Rentamtmann Eduard Steinert, der seit 1841 die Obstnutzung auf seinen Grundstücken verpachtete und 1853 eine Holzauktion auf Thalstein veranstaltete. Bis Mitte 1853 lassen sich seine Zeitungsanzeigen für den Verkauf landwirtschaftlicher Produkte und einen Weinberg verfolgen, bis er das Anwesen allerdings bereits 1858 wieder zum Kauf anbot. Danach soll sich auf dem Gelände eine Manufaktur für Holzstifte befunden haben. In der Zeitung wurden dazu Stellenanzeigen veröffentlicht. Der nächste Eigentümer hieß Gerstung, ebenfalls Landwirt, der das Gut mindestens bis 1864 besaß. Bis 1868 sprach man vom Gut, nicht vom Schloss Thalstein.
In der Folgezeit wurde das Anwesen von der Familie von Tümpling erworben. Der preußische General, Ritter des Schwarzen Adlerordens und Träger weiterer hoher Auszeichnungen, Wilhelm von Tümpling, lebte bis 1884 auf Thalstein. Bereits 1891 erwarben seine Nachfahren von der Gemeinde Wenigenjena den Hang des Jenzig südöstlich des Anwesens und einen Teil des Plateaus für 1.400 Mark und ließen das Grundstück besteinen. Hinter der Berggaststätte „Jenzighaus“ findet man heute noch einen Grenzstein mit der Jahreszahl 1891. Die von Tümpling stifteten für Thalstein ein Familienfideikommiss, um 1900 war Wolf von Tümpling (1845–1923) der Grundbesitzer. Er hatte mehrere Aufgaben inne, war kaiserlich deutscher Legationsrat, königlich preußischer Rittmeister,  Rechtsritter des Johanniterordens und in erster Linie Familiengenealoge. Seine Ehefrau war Luise von Boyen, selbst Gutsherrin auf Löbichau bei Gera. Wolf von Tümpling-Thalstein fand auch Erwähnung im Deutschen Adressbuch der Millionäre. Ebenso war er Mitglied im heraldischen Verein Adler und Autor mehrerer Bände der Chronik seiner Familie. Auf Schloss Thalstein befand sich auch das Familienarchiv der Tümpling. Zwischen 1892 und 1902 fanden umfangreiche Modernisierungen am Herrenhauskomplex statt. Ende der 1930er Jahre wohnte nach den Jahrbüchern der Deutschen Adelsgenossenschaft, Landesabteilung Sachsen, der Oberst Horst von Tümpling (1859–1959) mit seiner Frau Marie-Anna von Heynitz (1871–1966) in Thalstein. Ihr Sohn, der Rechtsanwalt und Oberst Wolf von Tümpling (1899–1984), blieb mit der Familie in Jena, deren Kinder lebten nach dem Genealogischen Handbuch des Adels Ende der 1980er Jahre in Erfurt.
1960 übernahm der VEB Fernmeldewerk Arnstadt (ab 1990 Teil von Standard Elektrik Lorenz) den Gebäudekomplex, der es als Ferienheim nutzte. Darauf weist heute noch die Inschrift „FMA 1960“ im schmiedeeisernen Tor hin.
Nach der Wende stand das Gebäude leer. Seit es 2002 durch das Bundesvermögensamt veräußert wurde, verfällt das denkmalgeschützte Schloss zunehmend. Aus diesem Grund wurde der Besitzer, ein Steuerberater aus Jena, 2010 vom Denkmalverbund Thüringen mit dem Negativpreis „Schwarzes Schaf der Denkmalpflege“ ausgezeichnet. Seit 2021 wird erneut eine Sanierung und Nutzung als Wohn- und Geschäftsflächen geplant. stand 2024 befindet man sich immer noch in der Planungsphase.

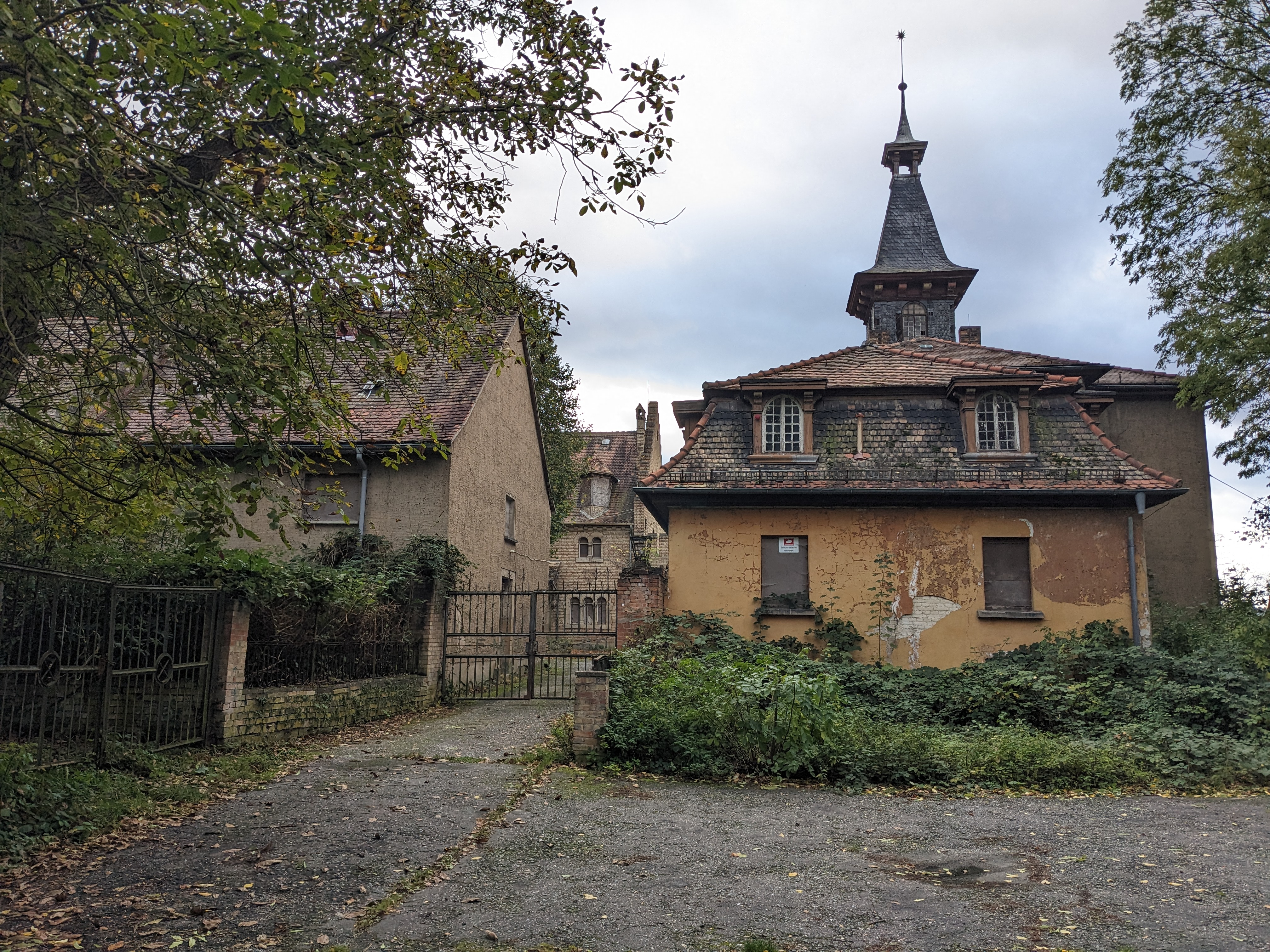
Eingangsbereich, 2023
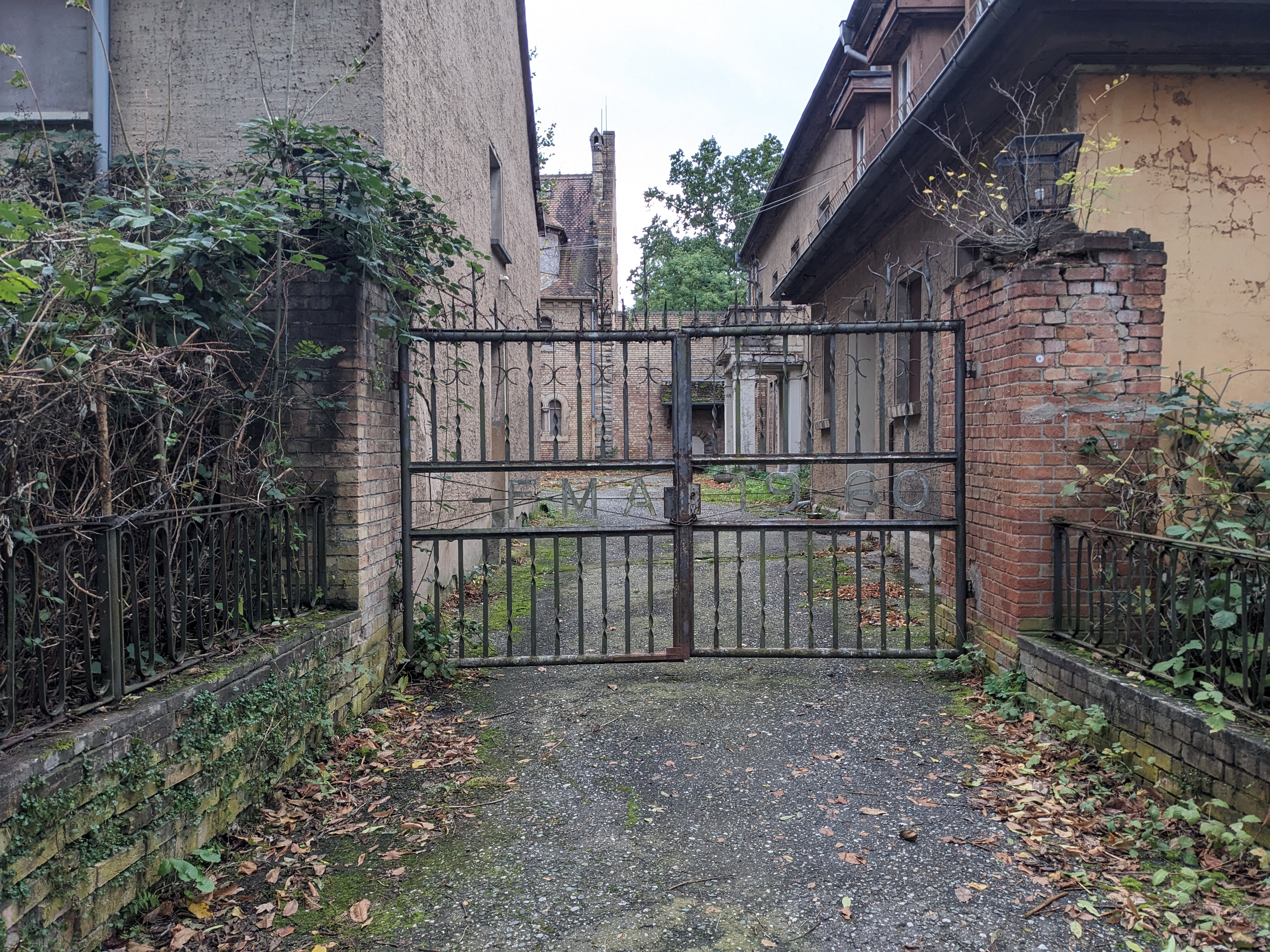
Tor, 2023
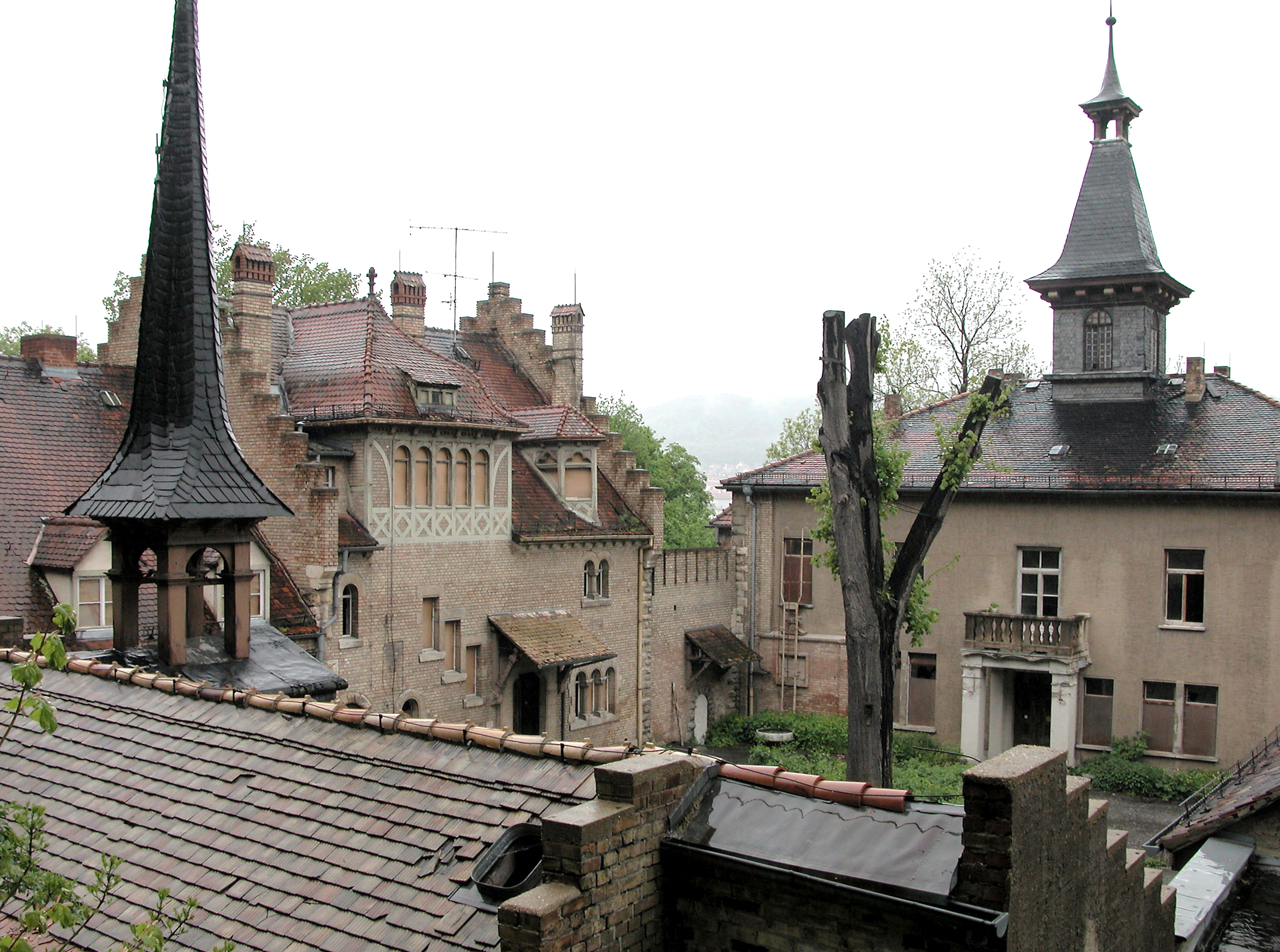
Blick in den Hof, 2004
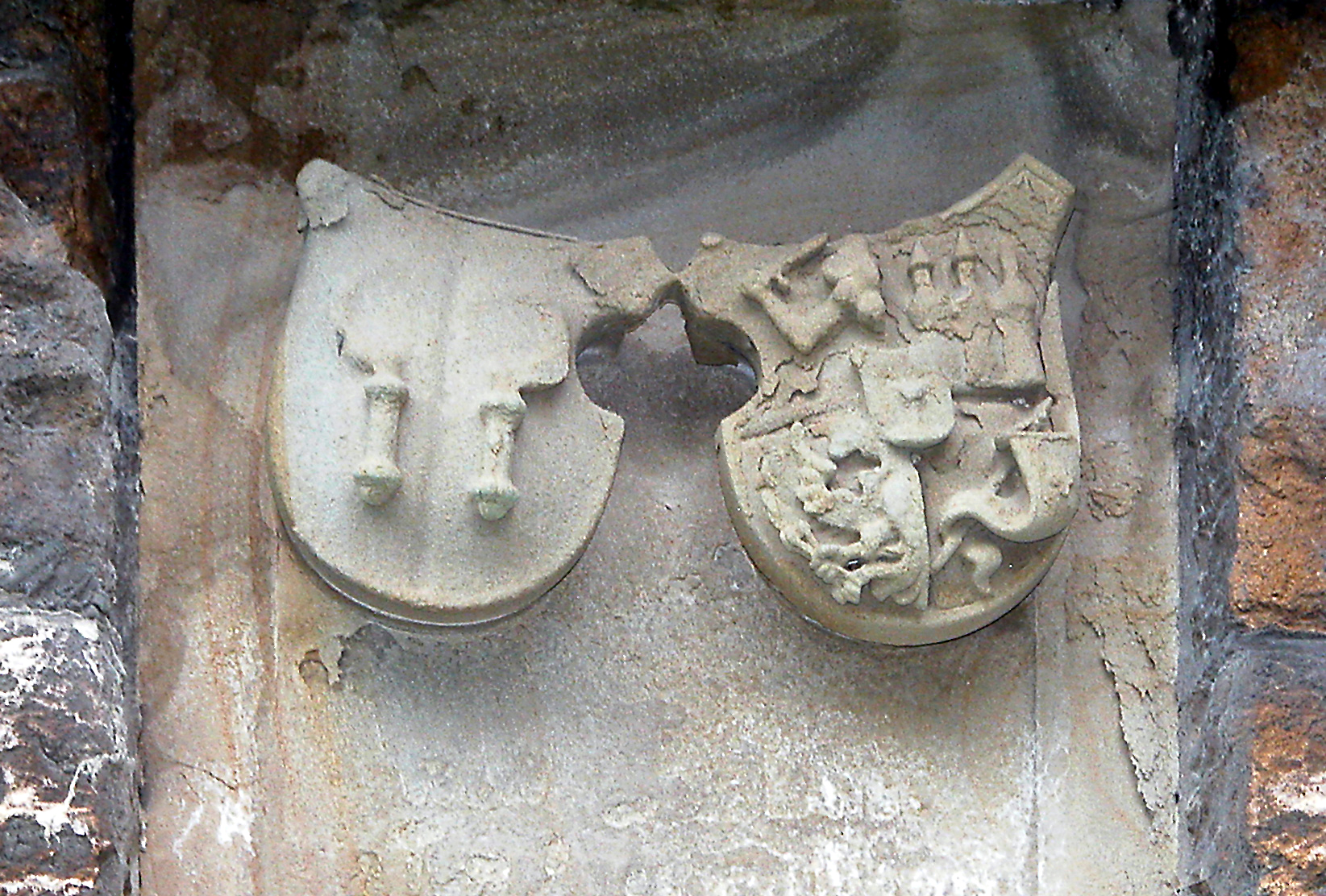
Doppelwappenstein, 2004
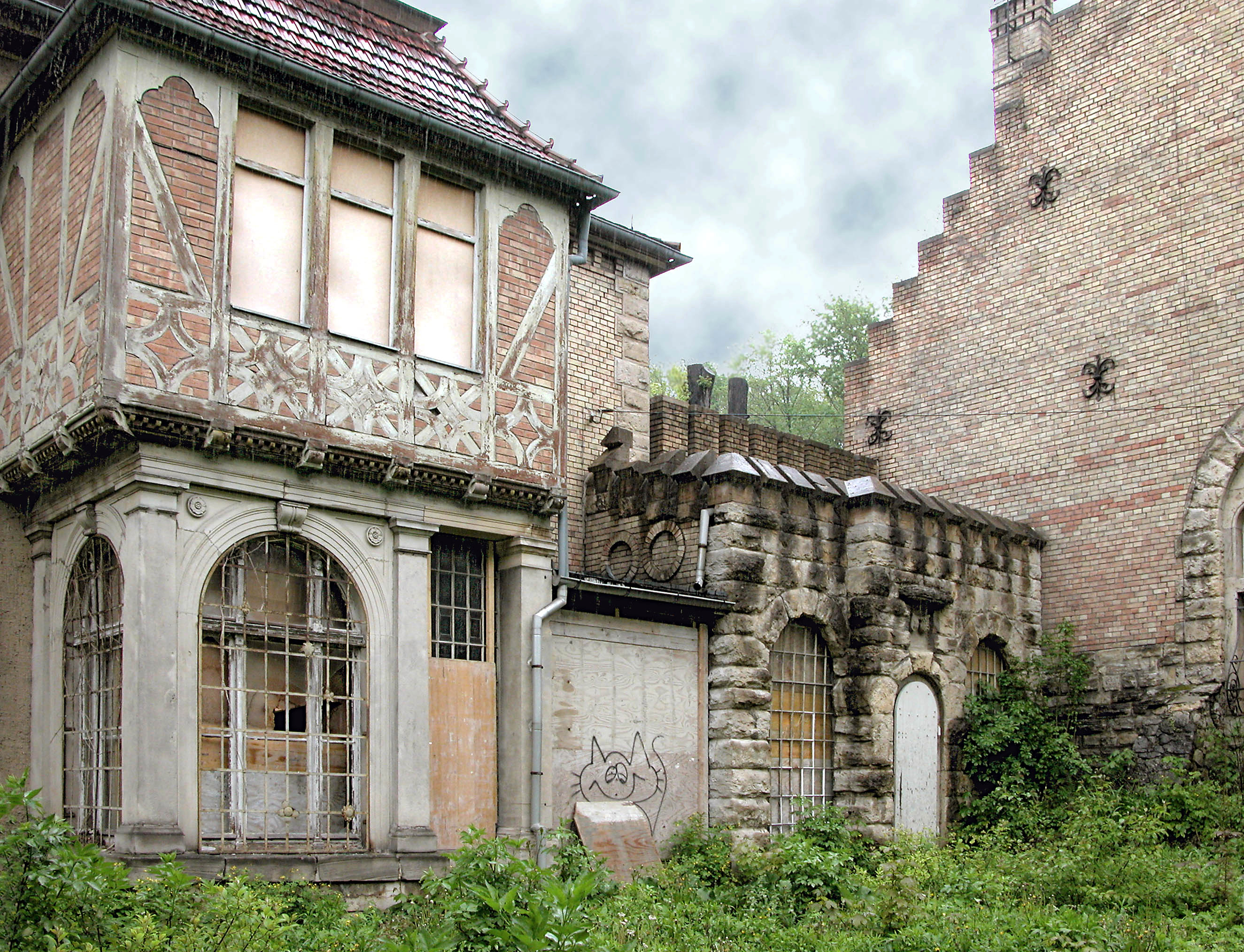
Teilansicht, 2004
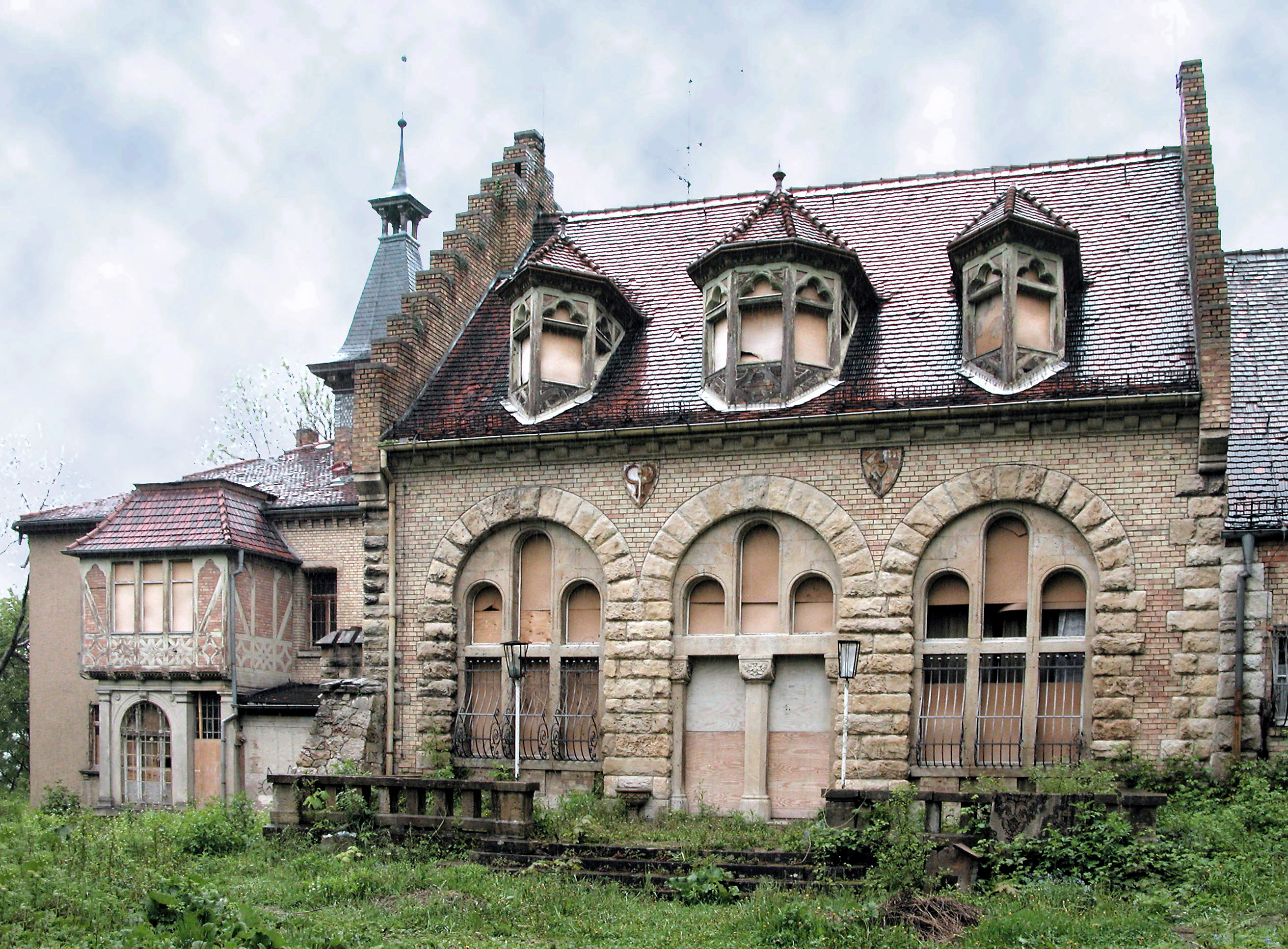
Außenansicht, 2004

## Umgebung
Das Schloss befindet sich zwischen den Siedlungen von Wenigenjena und Kunitz, zwischen Jenzig und Saale und nur wenige hundert Meter nördlich der Erlkönig-Statue.